# Byggnadskonstruktion
Byggnadskonstruktion är läran om hur man dimensionerar och utformar de bärande delarna i byggnader.